# Cygnus OA-8E
OA-8E est le neuvième vol du cargo spatial Cygnus d'Orbital ATK et son huitième vol vers la Station spatiale internationale (ISS) dans le cadre du contrat Commercial Resupply Services avec la NASA. La mission a été lancée le 12 novembre 2017 à 12:19:51 UTC par une fusée Antares.

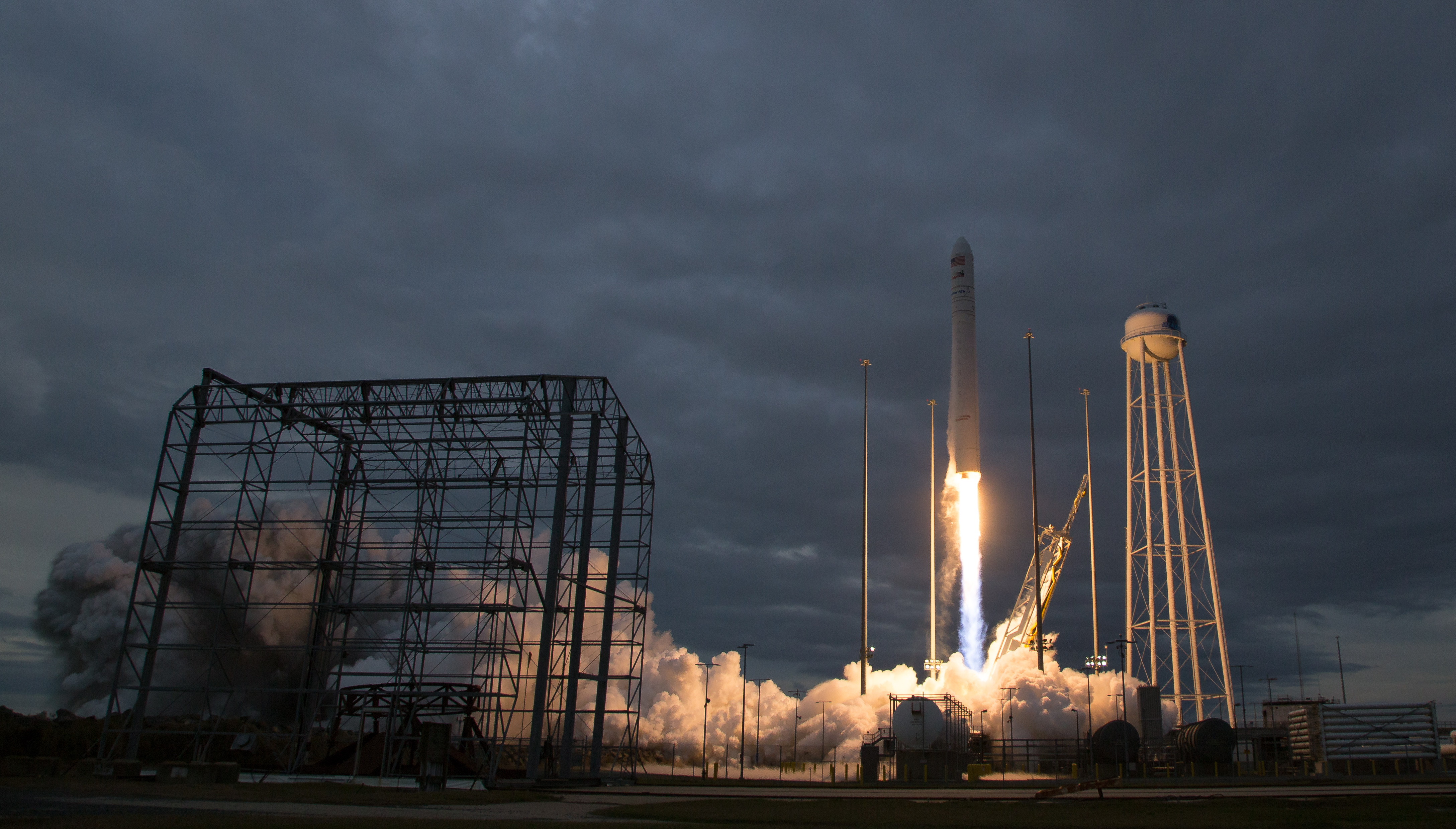
Lancement du Cygnus CRS OA-8E le 12 novembre 2017

## Historique
La mission de démonstration COTS a été menée avec succès en septembre 2013, et Orbital a commencé des missions opérationnelles de fret vers l'ISS dans le cadre du programme du Commercial Resupply Services (CRS) avec deux missions en 2014. La troisième mission opérationnelle, Orb CRS-3, a échoué en raison d'un problème d'Antares lors du lancement. La société a décidé d'interrompre la série Antares 100 et d'accélérer l'introduction d'une nouvelle version de son lanceur. Antares a été mis à niveau avec des moteurs RD-181 pour son premier étage afin d'offrir de meilleures capacités d'emport de charge utile et une fiabilité accrue.
Entre-temps, la société avait signé un contrat avec United Launch Alliance pour un lancement par une Atlas V du CRS OA-4 fin 2015 depuis Cap Canaveral, en Floride et pour un deuxième lancement Atlas V en 2016,. La société avait prévu des missions Cygnus pour le premier (CRS OA-5), le deuxième (CRS OA-6) et le quatrième trimestre (Cygnus OA-7) de 2016. Deux d'entre eux ont été lancés par le nouvel Antares 230 et un sur le deuxième Atlas V susmentionné. Ces trois missions ont permis à Orbital ATK de couvrir son obligation initiale de charge utile sous contrat CRS. Cette mission particulière fait partie d'un programme d'extension qui permettra à la NASA de couvrir les besoins de réapprovisionnement de l'ISS jusqu'à l'entrée en vigueur du contrat Commercial Resupply Services-2 (CRS-2). Elle est nommée OA-8E plutôt qu'OA-8, car le passage à un mélange d'Atlas V et d'Antares 230, plus puissant, a permis à la compagnie de couvrir son contrat initial avec seulement 7 vols, même en comptant l'échec de l'Orb-3. Le E indique donc qu'il s'agit en fait d'une extension du contrat de transport de charge utile initialement contracté.
La production et l'intégration du vaisseau spatial Cygnus sont effectuées à Dulles, en Virginie. Le module de service de Cygnus est accouplé au module de fret pressurisé sur le site de lancement, et les opérations de mission sont menées à partir des centres de contrôle de Dulles et de Houston.
Le lancement était prévu le 10 novembre 2017 à 13h03 UTC avant d'être reporté au 11 novembre 2017 à 12h37 UTC. La tentative de lancement du 11 novembre 2017 a été repoussée de vingt-quatre heures en raison d'un avion volant dans la zone réglementée à moins d'une minute de la fin du décompte. La fusée Antares a lancé le 8e véhicule cargo Cygnus le dimanche 12 novembre 2017 à 12:19:52 UTC.

## Vaisseau spatial
Il s'agissait du huitième des dix vols effectués par Orbital ATK dans le cadre du contrat Commercial Resupply Services avec la NASA et est considéré comme une extension par rapport aux vols initialement contractés. Il s'agissait du cinquième vol du Cygnus PCM de taille augmentée.
Suivant une tradition d'Orbital ATK, ce vaisseau spatial Cygnus a été nommé SS Gene Cernan en l'honneur de l'un des astronautes Apollo de la NASA, le commandant d'Apollo 17 Eugene Cernan (1934-2017), le dernier homme (depuis 1972) à marcher sur la Lune et l'un des seuls trois êtres humains à aller vers la Lune (en orbite ou à la surface) deux fois.

## Données
Masse totale de fret : 3 338  kg (7 359 livres) dont :
- Cargaison pressurisée : 3 229 kg 
  - Ravitaillement des équipages :1 240 kg (2 730 livres)
  - Enquêtes scientifiques : 740 kg (1 630 livres)
  - Équipement pour les sorties dans l'espace : 132 kg (291 livres)
  - Matériel du véhicule : 851 kg (1 876 livres)
  - Ressources informatiques : 34 kg (75 livres)
- Cargaison non pressurisée : 109 kg (240 livres)